# Samoički jezici
Samoički jezici (privatni kod: saoo), grana nuklearnih polinezijskih jezika iz Oceanije. Obuhvaća (23) jezika unutar 6 poskupina, 22 bez jednog izumrlog, to su:
a. Istočnouvejski-Niuafo'ou (2): niuafo'ou, uvea jezik (wallisian);
b. Ellicejski (8): kapingamarangi,  nukumanu, nukuoro, nukuria, ontong java, sikaiana, takuu, tuvalu;
c. Futunski (9): anuta, emae, futuna-aniwa, istočnofutunski (east futuna),  rennell-belona, mele-fila, pileni, tikopia, zapadnouvejski (fagauvea);
d. Pukapuka (1): pukapuka [pkp], otočje Cook.
e. Samoanski (1): samoanski [smo]; Samoa
f. tokelauski (1): tokelauski [tkl]; Tokelau
Niuatoputapu [nkp] †, Tonga.

## Vanjske poveznice
- Ethnologue (14th)  Arhivirana inačica izvorne stranice od 21. srpnja 2015. (Wayback Machine)
- Ethnologue (15th)  Arhivirana inačica izvorne stranice od 5. ožujka 2016. (Wayback Machine)